# 요하네스버그
요하네스버그(아프리칸스어: Johannesburg 유어하너스뵈르흐, IPA: [juəˈɦanəsbœrχ], 영어: Johannesburg 조해니스버그[*], 영어 발음: /d͡ʒoʊˈhænɪsbɜːrɡ/, 줄루어·코사어: eGoli 에골리, 문화어: 요한네스부르그)는 남아프리카 공화국의 최대 도시로, 요하네스버그 광역지자체(City of Johannesburg Metropolitan Municipality)를 구성한다. 인구는 2020년 메트로(해당 지자체) 기준으로 약 600만 명이고 면적은 1,645km2이다. 도시자체는 957,441명이고 면적은 334.81km2이다. 예부터 금을 산출하는 광공업 도시이고, 화학·섬유·피혁공업이 발달했다.

## 개요
하우텡주의 주도이자 남아프리카 공화국 최대의 도시며, 수도인 프리토리아와는 50km 떨어져 있다. 대도시권 인구는 7,860,781명이며, 세계 31위의 메트로 폴리스를 형성하고 있다. 최근에는 경제와 치안의 악화, 빈곤, 에이즈 문제 등 불안 요소도 많다.
요하네스버그의 명칭의 유래는 1856년 금광 발견시 측량을 위해 파견된 요하네스 마이어와 요한 리시크의 이름과 독일어로 "마을"을 의미하는 "burg"를 조합하여 만들어졌다.
2008년에는 세계화와 세계 도시 연구 그룹 및 네트워크(GaWC)는 블랙 아프리카의 도시에서 가장 순위가 높은 제 2급 세계 도시로 선정했다. 또한, 시티 오브 런던이 발표한 국제금융센터 인덱스에 따르면, 요하네스버그는 세계 50위의 금융 센터이며, 아프리카 대륙에서는 제1위로 기록되고 있다.

## 역사

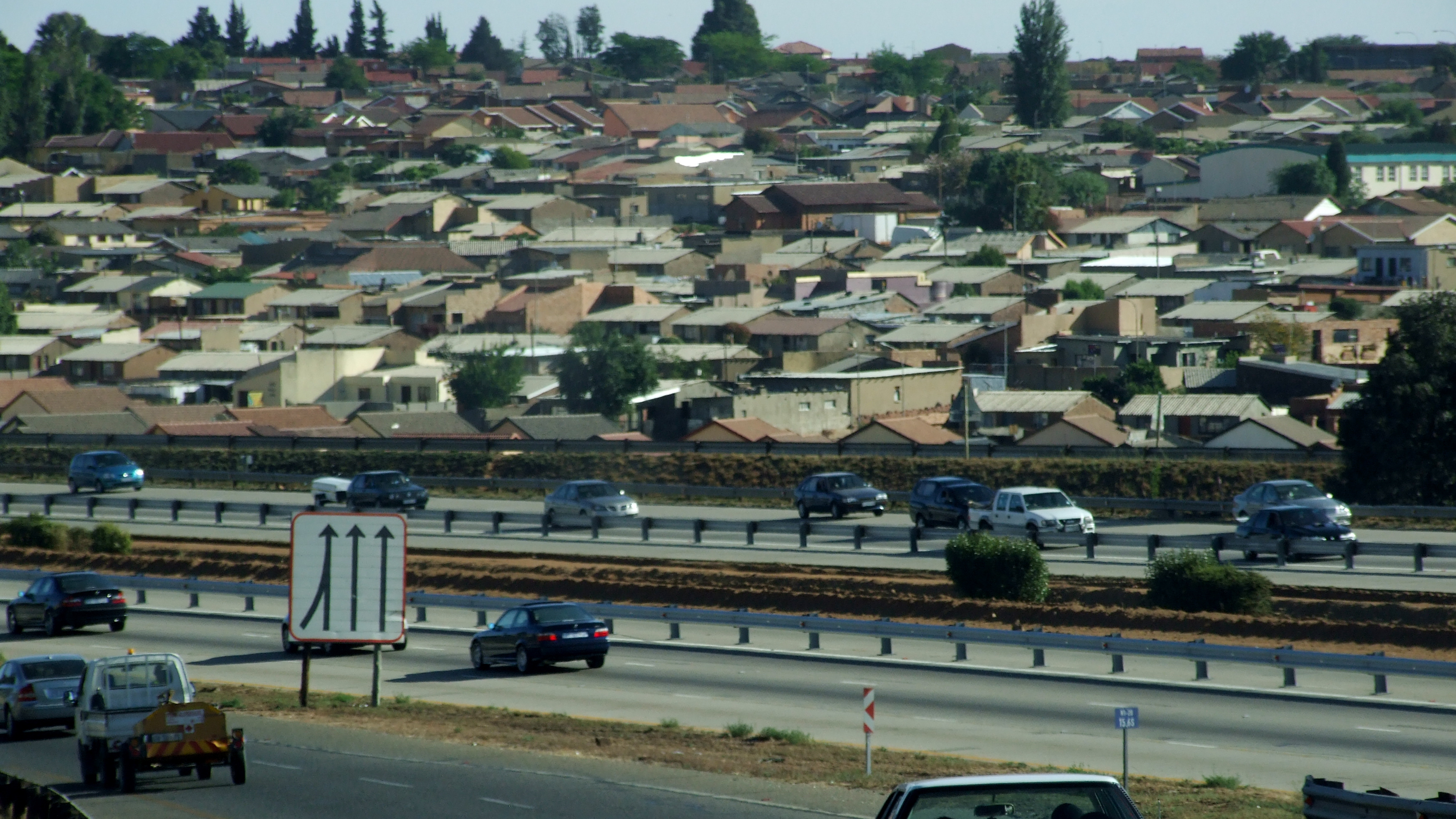
대표적인 빈민구역 소웨토

19세기 중반까지 원주민이 사는 작은 마을 중 하나였다. 1853년에 트란스발 공화국의 성립 이전에도 개척을 위해 보어 사람이 정착했지만 크게 달라질 것은 없었다.
1886년, 비트바테르스란트(Witwatersrand)('급류의 봉우리'를 의미하는 아프리카어)에서 황금광맥이 발견되자 아프리카 각 지에서 이민자가 증가했다.
19세기 말부터 20세기 초에 걸친 보어 전쟁에서 영국이 현지 네덜란드 이민자 보어 사람에게 승리하고 금광을 억류했다. 그런 영국인과 보어인은 화해했지만, 흑인의 권리를 유린하고, 광부 등 학대하는 인종차별 정책, 《아파르트헤이트》를 실시했다.
인종차별 통치 시대, 도시는 아프리카너(Afrikaner) 백인 거주지와 아프리카계 거주 구역, 소웨토(Soweto)로 나뉘고, 아프리카나 거주 구역의 우대 정책이 실시되었다.
1990년대, 아파르트헤이트가 폐지되는 것으로 거주지 이동 제한이 철폐 되었기 때문에 직장을 찾아 아후리카나 생활 공간에 많은 아프리카계 사람들이 옮겨왔지만, 대부분 일자리를 얻을 수 없기 때문에 일부 실업자들에 의한 범죄가 많이 발생하여 도시의 치안이 극도로 악화하고 있다.
2000년 주변의 지자체와 합병하여 요하네스버그 시 도시 지역이 만들어졌다.
2002년 《지속가능한 발전 세계정상회의》(World Summit on Sustainable Development)가 개최되었다. 이것은 1992년 리오데자네이로에서 열린 리우 회의를 받은 것이다. 이 국제회의에서 "지속 가능한 개발에 관한 요하네스버그 선언"이 나왔다.

## 지리

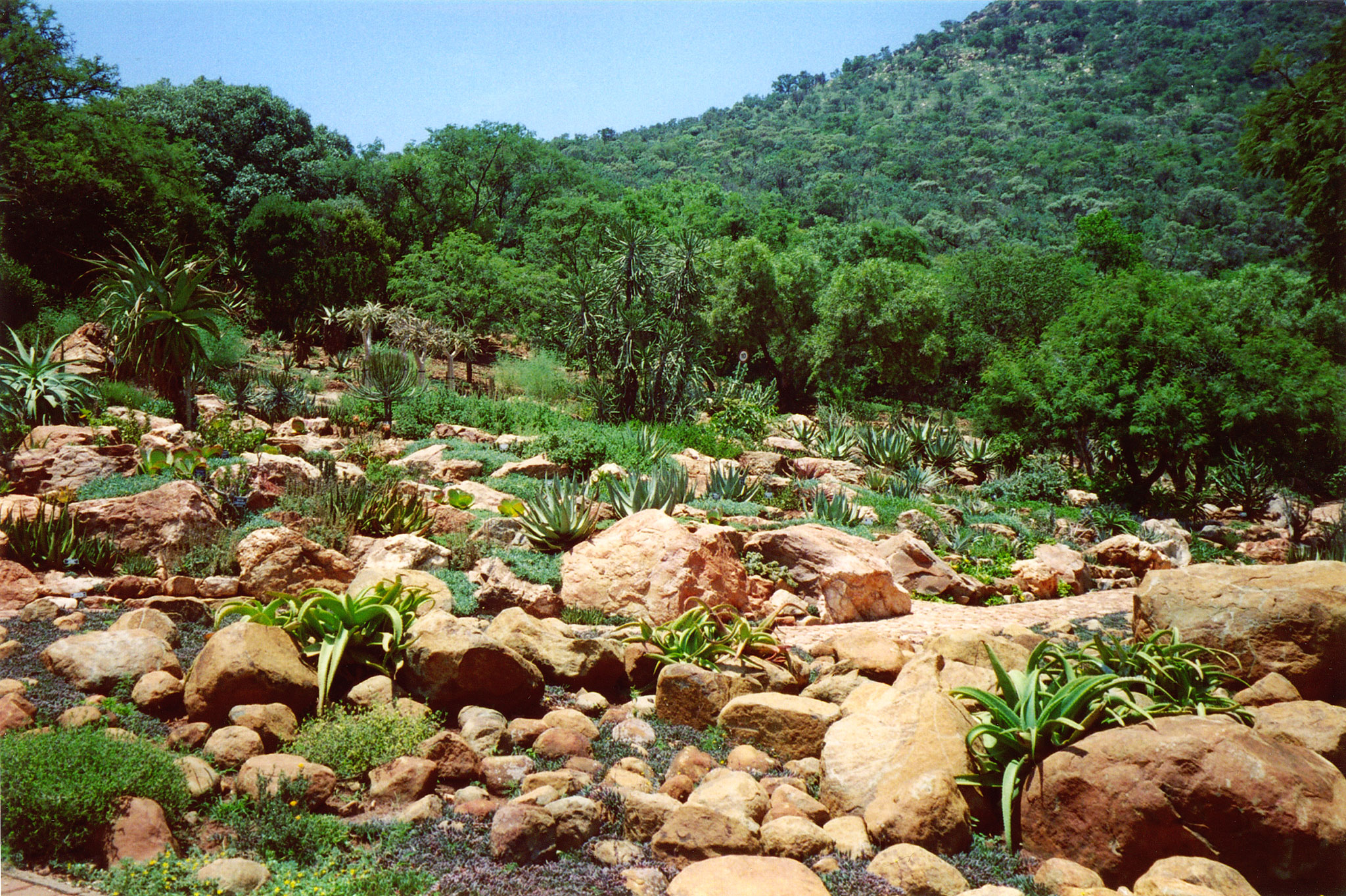
비트바테르스란트 국립식물원

### 지형
남아프리카 공화국 동부에 있는 해발 1,753 m의 고지에 위치한다. 주변 지역은 비트바테르스란트라는 작은 봉우리에서 북쪽이나 서쪽 교외는 들쑥날쑥한 언덕이 있는 반면 동부의 도심 지역은 평야이다. 북쪽 인근에는 림포포강, 남쪽 인근에는 발 강이 지난다.

### 날씨
10월부터 4월까지 여름은 건조하고, 일조량이 풍부하며, 오후 늦은 시간에 폭우가 종종 내린다. 요하네스버그의 온도는 보통 온화하고 여름인 1월에 최고 기온은 26°C이며, 겨울인 6월에 최고 기온은 평균 16 °C이다. 겨울 동안 때때로 기온이 떨어져 밤에 서리가 내리는 경우도 있다. 눈은 좀처럼 내리지 않으며, 1956년 5월, 1981년 9월, 2006년 8월에 경험한 정도이다. 2007년 6월 27일도 약 10cm의 눈이 있었다. 연평균 강수량은 713mm로 그 대부분이 겨울 기간에 온다.
| 요하네스버그 (O. R. 탐보 국제공항)의 기후                                            | 요하네스버그 (O. R. 탐보 국제공항)의 기후 | 요하네스버그 (O. R. 탐보 국제공항)의 기후 | 요하네스버그 (O. R. 탐보 국제공항)의 기후 | 요하네스버그 (O. R. 탐보 국제공항)의 기후 | 요하네스버그 (O. R. 탐보 국제공항)의 기후 | 요하네스버그 (O. R. 탐보 국제공항)의 기후 | 요하네스버그 (O. R. 탐보 국제공항)의 기후 | 요하네스버그 (O. R. 탐보 국제공항)의 기후 | 요하네스버그 (O. R. 탐보 국제공항)의 기후 | 요하네스버그 (O. R. 탐보 국제공항)의 기후 | 요하네스버그 (O. R. 탐보 국제공항)의 기후 | 요하네스버그 (O. R. 탐보 국제공항)의 기후 | 요하네스버그 (O. R. 탐보 국제공항)의 기후 |
| 월                                                                                   | 1월                                       | 2월                                       | 3월                                       | 4월                                       | 5월                                       | 6월                                       | 7월                                       | 8월                                       | 9월                                       | 10월                                      | 11월                                      | 12월                                      | 연간                                      |
| ------------------------------------------------------------------------------------ | ----------------------------------------- | ----------------------------------------- | ----------------------------------------- | ----------------------------------------- | ----------------------------------------- | ----------------------------------------- | ----------------------------------------- | ----------------------------------------- | ----------------------------------------- | ----------------------------------------- | ----------------------------------------- | ----------------------------------------- | ----------------------------------------- |
| 역대 최고 기온 °C (°F)                                                               | 41.4 (106.5)                              | 33.5 (92.3)                               | 31.9 (89.4)                               | 29.3 (84.7)                               | 26.4 (79.5)                               | 23.1 (73.6)                               | 24.4 (75.9)                               | 26.2 (79.2)                               | 30.0 (86.0)                               | 32.2 (90.0)                               | 38.5 (101.3)                              | 39.4 (102.9)                              | 41.4 (106.5)                              |
| 일평균 최고 기온 °C (°F)                                                             | 25.5 (77.9)                               | 25.6 (78.1)                               | 24.4 (75.9)                               | 21.7 (71.1)                               | 19.6 (67.3)                               | 17.3 (63.1)                               | 17.2 (63.0)                               | 20.1 (68.2)                               | 23.6 (74.5)                               | 25.0 (77.0)                               | 25.1 (77.2)                               | 25.5 (77.9)                               | 22.6 (72.6)                               |
| 일일 평균 기온 °C (°F)                                                               | 20.0 (68.0)                               | 19.8 (67.6)                               | 18.6 (65.5)                               | 16.1 (61.0)                               | 13.5 (56.3)                               | 10.7 (51.3)                               | 10.5 (50.9)                               | 13.1 (55.6)                               | 16.7 (62.1)                               | 17.1 (62.8)                               | 17.9 (64.2)                               | 19.0 (66.2)                               | 15.5 (59.9)                               |
| 일평균 최저 기온 °C (°F)                                                             | 14.9 (58.8)                               | 14.7 (58.5)                               | 13.4 (56.1)                               | 10.7 (51.3)                               | 7.6 (45.7)                                | 4.7 (40.5)                                | 4.1 (39.4)                                | 6.5 (43.7)                                | 9.8 (49.6)                                | 11.8 (53.2)                               | 13.1 (55.6)                               | 14.5 (58.1)                               | 10.5 (50.9)                               |
| 역대 최저 기온 °C (°F)                                                               | 7.2 (45.0)                                | 6.0 (42.8)                                | 2.1 (35.8)                                | 0.5 (32.9)                                | −2.5 (27.5)                               | −8.2 (17.2)                               | −5.1 (22.8)                               | −5.0 (23.0)                               | −3.3 (26.1)                               | 0.2 (32.4)                                | 1.5 (34.7)                                | 3.5 (38.3)                                | −8.2 (17.2)                               |
| 평균 강수량 mm (인치)                                                                | 131.7 (5.19)                              | 102.0 (4.02)                              | 94.8 (3.73)                               | 42.1 (1.66)                               | 20.0 (0.79)                               | 6.6 (0.26)                                | 1.7 (0.07)                                | 5.4 (0.21)                                | 16.2 (0.64)                               | 68.4 (2.69)                               | 101.1 (3.98)                              | 130.0 (5.12)                              | 720 (28.36)                               |
| 평균 강수일수 (≥ 1.0 mm)                                                             | 10.2                                      | 8.4                                       | 8.1                                       | 4.7                                       | 1.8                                       | 1.1                                       | 0.3                                       | 0.8                                       | 1.8                                       | 7.0                                       | 10.4                                      | 12.6                                      | 67.2                                      |
| 평균 상대 습도 (%)                                                                   | 69                                        | 70                                        | 68                                        | 65                                        | 56                                        | 53                                        | 49                                        | 46                                        | 47                                        | 56                                        | 65                                        | 66                                        | 59                                        |
| 평균 월간 일조시간                                                                   | 250.1                                     | 224.8                                     | 238.8                                     | 236.9                                     | 276.0                                     | 266.9                                     | 283.9                                     | 284.1                                     | 280.8                                     | 269.5                                     | 248.7                                     | 263.9                                     | 3,124.4                                   |
| 평균 일일 낮 시간                                                                    | 13.6                                      | 13.0                                      | 12.2                                      | 11.5                                      | 10.8                                      | 10.5                                      | 10.7                                      | 11.2                                      | 12.0                                      | 12.7                                      | 13.4                                      | 13.8                                      | 12.1                                      |
| 출처 1: Starlings Roost Weather (평년값: 1991년~2020년, 극값: 1951년~1990년)         |                                           |                                           |                                           |                                           |                                           |                                           |                                           |                                           |                                           |                                           |                                           |                                           |                                           |
| 출처 2: 미국 해양대기청 (상대습도/일조시간: 1961년~1990년), 남아프리카 공화국 기상청 |                                           |                                           |                                           |                                           |                                           |                                           |                                           |                                           |                                           |                                           |                                           |                                           |                                           |

요하네스버그는 건조한 기후에도 불구하고, 600만 그루의 나무가 있는 세계 최대의 인공림(비상업적인)의 도시로 알려져 있다. 대부분의 수목은 도시의 북쪽에 광산을 위해 19세기에 심은 것이다. 이 지역의 개발은 다이아몬드 광산을 좌우하는 독일계 이민 기업 헤르만 에크하르트(Hermann Eckstein)가 개발하고 있었다. 그는 이 지역을 "숲의 땅 작센발트"(Sachsenwald)라고 했다. 그 이름도 "작센볼트(Saxonwold)"로 변경하여 현재는 교외의 지명으로 사용된다. 제1차 세계대전 당시 백인 거주 구역은 이 지역으로 옮겨 숲은 계속 유지되고 새로운 나무를 심어 현재는 북측의 개발이 진행되어 많은 나무가 벌채 되고 있다. 20,30년 내에 많은 숲이 손실이 우려되고 있다.

## 인구
| 연도  | 인구      | ±% p.a. |
| ----- | --------- | ------- |
| 1886  | 3,000     | —       |
| 1904  | 99,052    | +21.44% |
| 1908  | 180,687   | +16.22% |
| 1985  | 1,783,000 | +3.02%  |
| 1990  | 1,898,000 | +1.26%  |
| 2000  | 2,745,000 | +3.76%  |
| 2001  | 3,326,055 | +21.17% |
| 2005  | 3,272,600 | −0.40%  |
| 2011  | 4,474,829 | +5.35%  |
| 출처: |           |         |

## 정치
인종차별 폐지 이전에 도시는 11 행정 구역(아프리카나 행정구 7 / 아프리카계, 유색 인종 행정구 4) 시민 거주 구분이 설치되어 있었다. 행정 구역은 매우 비효율적이며, 시 정부는 세금 지출의 90 %를 아프리카나 거주구, 아프리카계와 유색 인종 거주 구역에 세금 지출은 10%에 불과했다.
1995년, 인종차별 정책 폐지에 따라 성립된 시 정부는 세금 지출의 민족별 격차를 없애기 위해, 민족별 거주지의 철폐를 실시했다.
1999년, 시역의 확대를 시행하여 요하네스버그 시 도시권이 구성되었다. 시내를 민족 구성과 국가 조직을 기반으로 약 300,000명을 기준으로 한 새로운 11 행정 구역 109 지구로 재편했다.
2006년 2월, 시 정부는 행정 서비스의 효율화를 도모하기 위해 시의회의 의결을 거쳐 7 행정구로 재편했다.

## 행정 구역

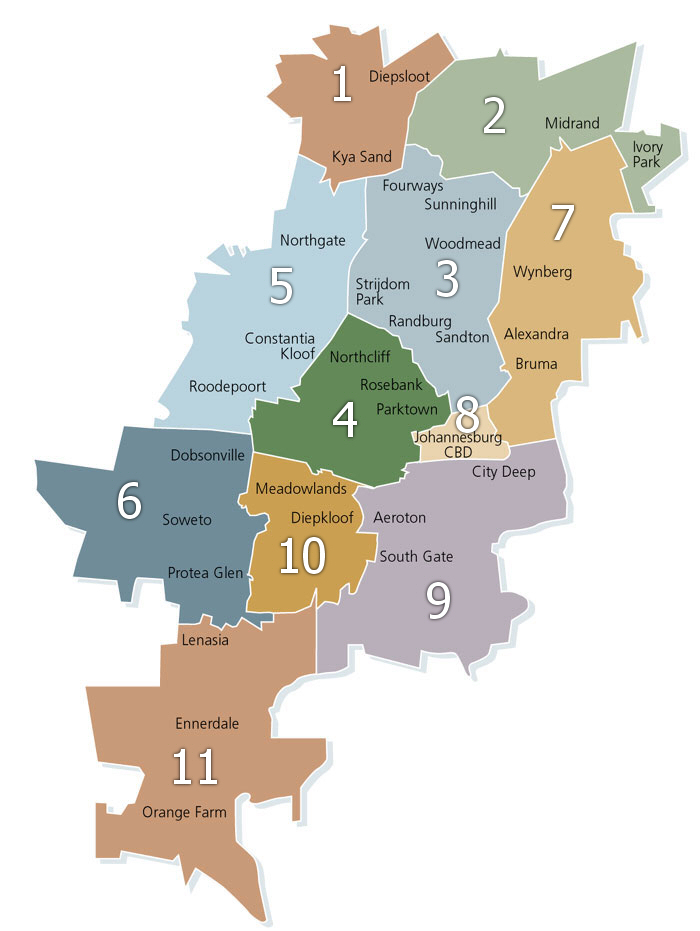
요하네스버그 행정 지도

- A 구
  - 딥, 미들랜드, 란세리아 등
- B 구
  - 노스클리프 등
- C 구
  - 로데뽀르토 등
- D 구
  - 소웨토 등
- E 구
  - 샌튼, 알렉산드라 등
- F 구
  - 이너 시티
- G 구
  - 엔나데일, 오렌지 팜, 레나시아

## 교통
남아프리카 공화국의 주 관문인 O. R. 탐보 국제공항이 있다. 철도, 고속도로도 각 도시를 연결하며, 비교적 잘 정비되어 있다. 대한민국에서는 홍콩이나 아디스아바바 등지에서 환승해서 와야 한다.

## 교육

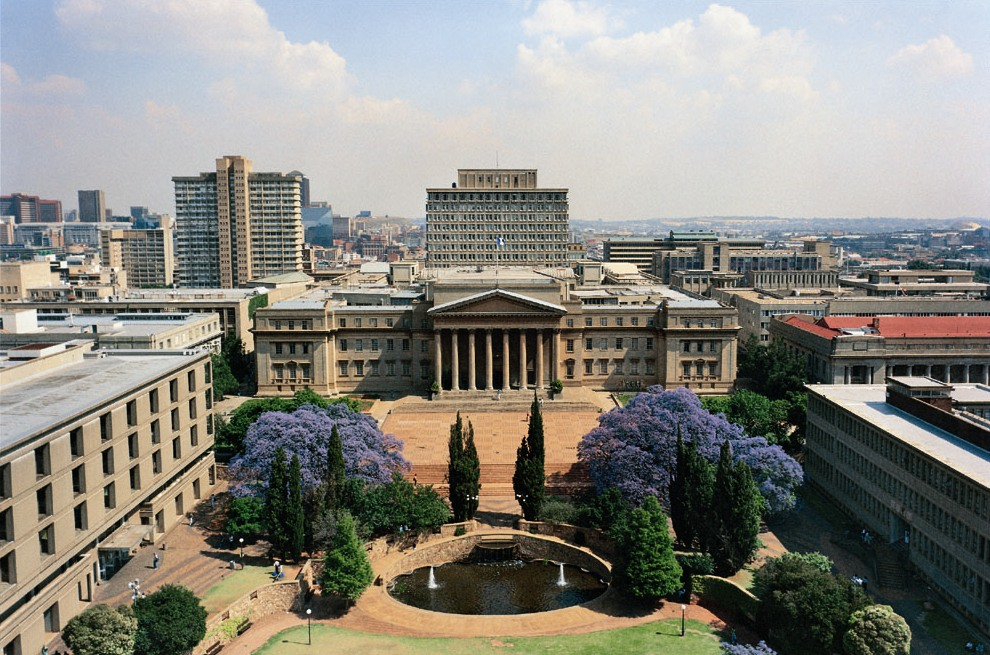
비트바테르스란트 대학교 동캠퍼스

요하네스버그에는 공립, 사립 함께 질 높은 대학이 있다. 2005년 1월, 란드 아프리카 대학교(Rand Afrikaans University), 비트바테르스란트도 공대(Technikon Witwatersrand), 비스타 대학교(Vista University), 이 세 대학이 합병하여 요하네스버그 대학교가 설립되었다. 이 대학에서는 영어뿐만 아니라 아프리카어로도 교육이 실시된다.
비트바테르스란트 대학교(University of the Witwatersrand) 또한 남아프리카공화국에서 우수한 대학 중의 하나이며, 아파르트헤이트 저항의 중심지로 유명한 곳이다.

### 주요 대학교
- 요하네스버그 대학교(University of Johannesburg)
- 비트바테르스란트 대학교(University of the Witwatersrand)
- 모나쉬 대학교 요하네스버그 캠퍼스

## 스포츠
《FNB 경기장》(사커 시티가 월드컵을 위해 한시적으로 이름을 변경한 것)이 남아프리카 공화국에서 열린 2010년 FIFA 월드컵 개막전 및 결승전 개최 경기장으로 결정되었다. 2010년 6월 16일 《엘리스 파크 경기장》(코카콜라 파크 경기장이 월드컵으로 인해 한시적으로 이름이 변경된 것)에서는 조선민주주의인민공화국과 브라질의 경기가 열렸다. 그 다음 날인 6월 17일에는 대한민국과 아르헨티나의 경기가 《FNB 경기장》에서 열렸다.

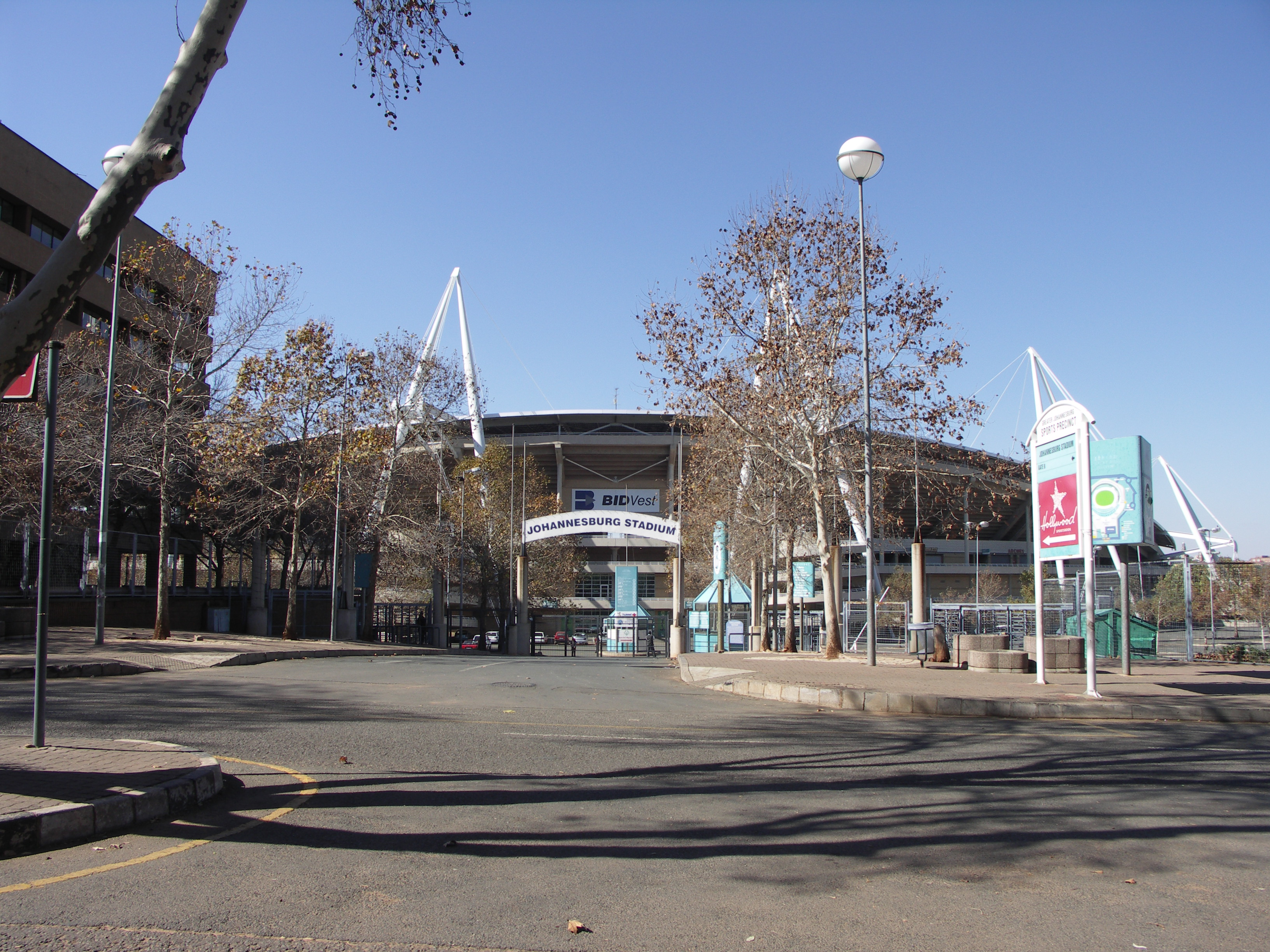
요하네스 부루구스타지아무

## 관광
테마파크
- 골드 리프 시티

동물원
- 요하네스버그 동물원

박물관

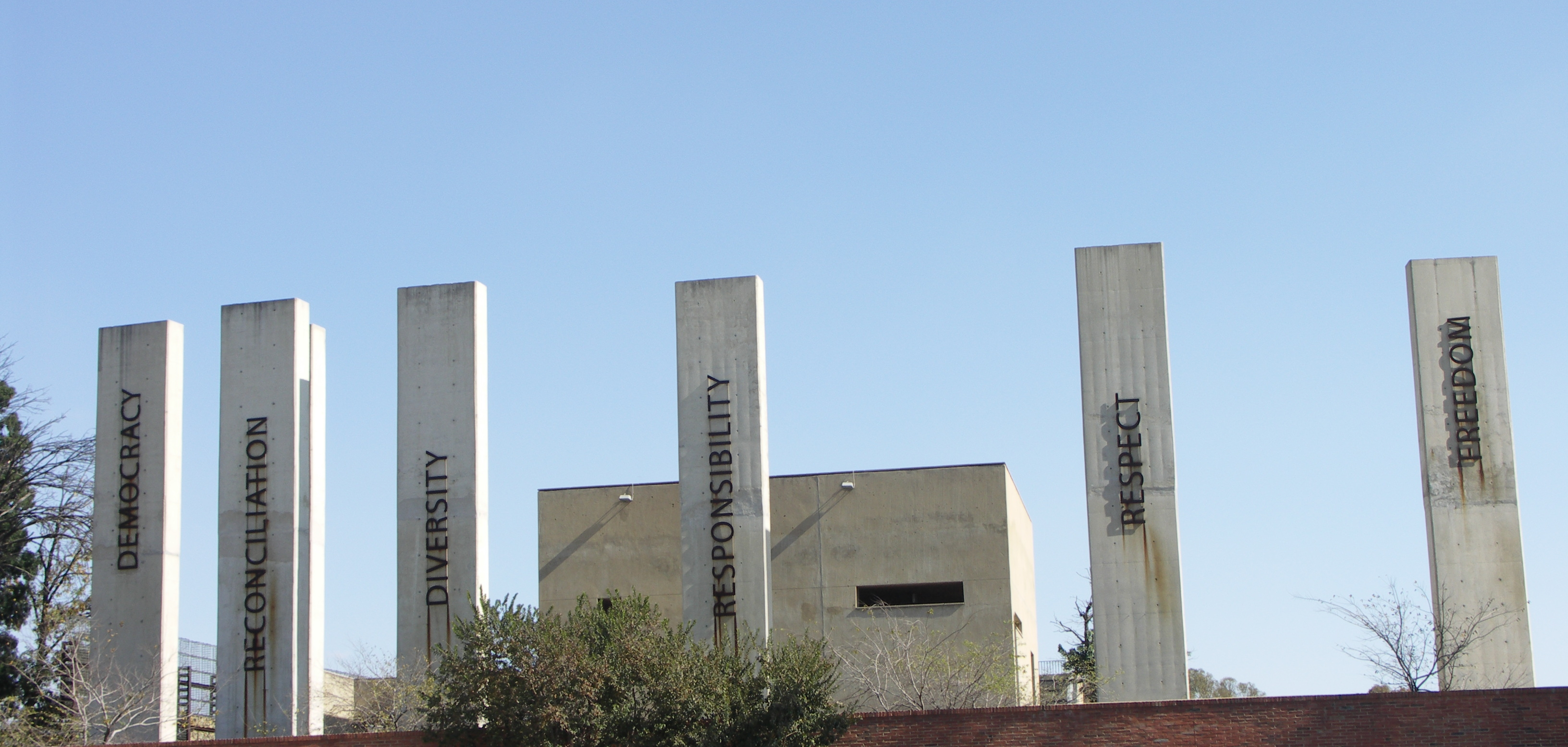
아파르트 헤이트 박물관
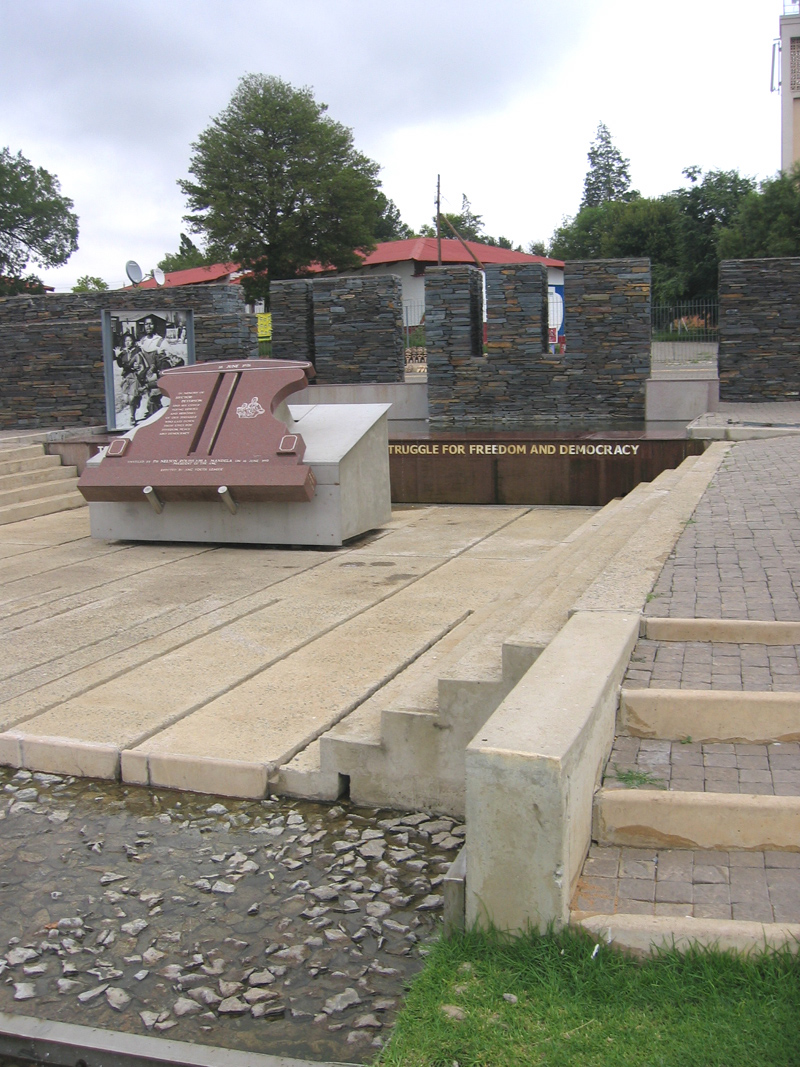
넬슨 만델라 국립 박물관
- 헥터 피터슨 박물관
- 남아 프리카 국립 역사 군사 박물관
- 요하네스버그 박물관
- 박물관 아프리카

상업 시설
- 샌튼시

- 아파르트헤이드 박물관
- 헥터 피터슨 박물관

### 치안
2010년 6월 7일을 기준으로 남아프리카 공화국의 치안 상태는 매우 열악한 《여행 자제》 상태이다. 특히 여행객들이 범죄 피해를 당하는 지역은 주로 요하네스버그 다운타운인 《국제버스터미널》(Park Station) 및 《베이라》(Berea), 《예오빌》(Yeoville), 《힐브로우》(Hillbrow) 지역 등, 흑인 밀집 지역은 출입을 절대 삼가야 한다고 외교통상부는 권장하고 있다.
2010년 6월 7일 남아공 월드컵 취재를 위해 현재를 찾은 SBS, MBC 기자들이 잇달아 피습을 당하였다. MBC PD는 현지 패스트푸드점 화장실에서 강도에게 피습을 당해 여권을 빼앗겼고, SBS 한 취재진은 남아공 요하네스버그에서 렌트한 차량을 운전하고 신호대기 하고 있던 중 괴한의 습격을 당했다.

## 사건
- 2023년 : 요하네스버그 빌딩 화재

## 자매 도시
- 스페인 바르셀로나
- 대한민국 충청남도 천안시
- 영국 버밍엄
- 영국 런던
- 인도 뭄바이
- 인도 뉴델리
- 미국 뉴욕
- 나미비아 빈트후크